# Totes Gebirge
A Totes Gebirge (magyarul: halott hegység) az Északi-Mészkő-Alpokban, Észak-Stájerországban és Felső-Ausztria déli részén húzódó magashegység. Legmagasabb pontja a Große Priel, amelynek tengerszint feletti magassága 2515 méter. Az erősen karsztosodott hegység főleg dachsteini mészkőből áll, és területét tekintve Közép-Európa legnagyobb mészkő-karsztos területének számít. A terület vizei nagyrészt a föld alatt folynak le, és számos nagy barlang szeli át, köztük Ausztria leghosszabb barlangja, a Schönberg-barlangrendszer, amely több mint 155 kilométer hosszú. A Totes Gebirgét a turizmus számára is megnyitották, alpesi klubok hüttéivel, nagy túraösvény-hálózattal és számos téli sportterülettel rendelkezik. Az elnevezés a források és a föld feletti vízfolyások hiányából, az emiatti relatív szárazságból és a 177 méter feletti középső karsztfennsík kiterjedt növényzetének hiányából ered.

## Földrajzi jellemzői
A Totes Gebirge legnagyobb kiterjedése a nyugati Bad Ischl és a keleti Pyhrn-hágó között 55 kilométer, észak-déli irányban pedig 28 kilométer; a teljes területe mintegy 1125 km², a kerülete 153 km. Területét tekintve a Totes Gebirge Közép-Európa legnagyobb mészkő-karsztvidéke.
A határ az Ebensee melletti Steinkogeltől a Traun folyó mentén Bad Ischlen át Bad Goisernig, a Pötschenhöhe-n át Bad Aussee-ig, tovább a Hinterbergtalon át és az Untergrimming szurdokon keresztül az Ennsig húzódik, ez képezi a határt Liezenig. Onnan a keleti határ a Pyhrn-hágón át a Teichl folyóig és annak a Steyrbe való torkolatáig tart. Az északi határt a Steyrbrücke – Ödseen – Almsee – Offensee és az Ebensee melletti Steinkogel vonal alkotja. Politikai szempontból a terület a Gmundeni, Kirchdorf an der Kremsi és Liezeni járások között oszlik meg.

### Topológia
A Totes Gebirgére jellemző a hatalmas mészkő karsztplató, amely magashegységi és középhegységi jelleget is mutat. A hegység a Trauntal völgytől nyugatra meredeken emelkedik mintegy 500 méteres tengerszint feletti magasságtól a Schrottkamm 1839 méteres csúcsáig, majd kelet felé fennsíkszerűen folytatódik. Az északi lejtők nagyon meredekek, sziklásak, és Schönbergben először haladják meg a 2000 méteres tengerszint feletti magasságot. Az északi perem csúcsai kelet felé egyre magasabbak, és a sziklafal magassága az Almtaler Sonnenuhrnál már meghaladja az 1000 métert. Az észak felé futó Hetzaukamm gerinc választja el az In der Röll és a Hetzau völgyét. A Hetzau-völgy fejét a központi Priel-csoport alkotja a Totes Gebirge három legmagasabb csúcsával: a Großer Priel 2515 méterrel, a Spitzmauer 2446 méterrel, és a Schermberg 2396 méterrel magasodik a tengerszint fölé. 1400 méteres magasságával a Schermberg északi fala a Keleti-Alpok második legmagasabb sziklafala a Watzmann keleti fala után. A Großer Prieltől indul ki kelet felé a Prielkamm gerince, amely a 2136 méteres magasságban a Kleiner Prielben végződik. Délen húzódik a 15 km hosszú Stoderkamm, amely több mint 1000 m magas falakkal a Stodertalba szakad, és Salzsteigjochnál végződik. Itt kezdődik kelet felé a Warscheneck-csoport, amelynek gerincszerű gerincének legmagasabb pontja a Warschenecknél van 2388 méteren. A Warscheneck-csoport déli lejtője kevésbé kitett, és részben másodlagos fennsíkok szakítják meg.

### Szerkezet és főbb csúcsok
A hegység fő tömege három csoportra oszlik. Nyugaton található a Schönberg-csoport, amelyet egy mély geológiai törés választ el a központi Priel-csoporttól. Ez a Wildensee-vonal néven ismert tektonikai törés az Altaussee tótól a Hochklapfsattelen át a Wildensee tóig, majd a Rinnerbodenen át az Offensee tóig húzódik. Keleten a Warscheneck-csoportot szintén egy tektonikai törés, az úgynevezett Salzsteiglinie választja el a Priel-csoporttól. Ez a Tauplitzalmtól a Salzsteigjochon át a Stodertalon keresztül húzódik.
A Totes Gebirge jelzett ösvényeken keresztül megközelíthető csúcsai (válogatás):
| Csúcs          | Magasság |
| -------------- | -------- |
| Schönberg      | 2093     |
| Rinnerkogel    | 2012     |
| Bräuningzinken | 1899     |
| Hohe Schrott   | 1839     |
| Loser          | 1837     |

| Csúcs        | Magasság |
| ------------ | -------- |
| Großer Priel | 2515     |
| Spitzmauer   | 2446     |
| Schermberg   | 2396     |
| Rotgschirr   | 2270     |
| Großes Tragl | 2179     |

| Csúcs       | Magasság |
| ----------- | -------- |
| Warscheneck | 2388     |
| Hochmölbing | 2336     |
| Almkogel    | 2116     |
| Angerkogel  | 2114     |
| Rote Wand   | 1872     |

### Felszíni vizek
A Totes Gebirge felszíni vizeinek nagy része a Traun és a Steyr folyókon keresztül északra és nyugatra folyik le. Mindkét folyó a Totes Gebirge területén ered, előbbi a Traun-Ursprung nevet viselő forrásánál a Kammersee felett, a Steyr pedig a Stodertal-völgy fejénél. A Salzabachtól a Pyhrn-hágóig terjedő terület dél felé tartó vizei az Ennsbe ömlenek. A Grimming és a Teichl azon kevés magasan fekvő patakok közé tartozik, amelyek egész évben vízzel vannak telítve.
Az Almsee, az Offensee és a Gleinkersee tavak a hegység északi lábánál, míg az Altausseer See, a Grundlsee és a Toplitzsee a völgyben, délre található. Magasabb fekvésű területeken több lefolyástalan dolinató jött létre, mint például a Wildensee, a Vordere és Hintere Lahngangsee és az Elmsee. A Tauplitzalm fennsíkon hat tengerszem található.

### Közlekedés
Az A9-es autópálya (Pyhrn Autobahn) északkelet felé halad a Steyr- és a Teich-völgyben, a Totes Gebirge pedig a Roßleithen és Spital am Pyhrn-i csomópontokon keresztül érhető el. Az A 9-es autópályával párhuzamosan halad a Pyhrnpass út és a Pyhrnbahn vasútvonala. Nyugaton és délnyugaton a B145-ös Salzkammergutstraße Ebenseetől Trautenfelsig tart, ahol az Ennstal Straßéba torkollik és Liezenbe vezet. A salzkammerguti vasút nagyrészt a B145-ös úttal párhuzamosan halad, és Bahnhof Stainach-Irdningnél csatlakozik az Ennstali vasúthoz, amely Liezenbe vezet. A völgyből több fizetős út vezet a fennsíkra, Altausseetől a Loser-Panoramastraße 1600 méteres tengerszint feletti magasságig az Augstsee közelében, Bad Mitterndorfból a Tauplitz Alpenstraße a Tauplitzalmig, Hinterstoderből pedig a Höss Mautstraße a Hutterer Bödenig.

## Élővilág

### Flóra és vegetáció
A völgytalptól a csúcsvidékekig terjedő nagy magasságkülönbségek miatt minden magassági szinten megfelelő vertikális zonalitás alakult ki. A montán övezet a lucfenyő-jegyenyefenyő-bükk erdők területének felel meg, amely a völgytalptól egészen 1400 méteres magasságig terjed. A Wetterstein-dolomit feletti rendkívül sekély talajokon, ahol a montán lombhullató erdei növényzet nem tud kialakulni, a déli és keleti lejtőkön európai vörösfenyők telepednek meg. Az Öttlberg déli lábánál fekvő Polsterlucke területén meszes gyepek és ritkás törpefüzes vörösfenyőerdők élnek. Körülbelül 1400 méteres tengerszint feletti magasságtól kezdve az erdőket egyre ritkuló és mozaikos összetétel jellemzi: vegyes lucfenyő- és vörösfenyő-állományok, hegyi törpefenyvesek, magas lágyszárú alpesi rétek és gyepek váltakoznak, és a magasság növekedésével egyre inkább alpesi növényzettel keverednek. Az Albert Appel-ház területén egy nagy kiterjedésű vörösfenyő-jegenyefenyő-erdő, a Henarwald található. Ez a Warscheneck déli lejtőjén is kiterjedt. Az erdőhatár 1800 méteres magasságban húzódik. A Prielkette túlnyomórészt sziklás lejtőin a havasi törpefenyő alkotja a keleti alpesi mészkőhegységekre jellemző krummholz-övezetet, amely a magasság növekedésével egyre inkább feloldódik, és törpecserjésekkel és alpesi gyepekkel tarkított.
A felső alpesi zónában a töredezett párnás szegélyű gyepek dominálnak. A legmagasabbra emelkedő növényfajok közé tartozik a kankalinfélék közé tartozó Androsace helvetica és a szegfűféle Cerastium uniflorum, amelynek élettere teljes egészében a Großer Priel csúcsfennsíkjára korlátozódik. A Wurzeralmon két hegyi láp található, az Alsó- és a Felső-Filzmoos, amelyeket az Északi-Alpok legmagasabban fekvő lápjainak tartanak. A törpefenyő aránya itt már 50 százalék körüli, a fennmaradó részt kis láprétek foglalják el. Helmut Gams botanikus az egész Keleti-Alpok legértékesebbjei közé sorolta őket.

### Fauna
A Totes Gebirge a neve ellenére állatfajokban rendkívül gazdag. Különösen a Prielgruppe keleti, kopár karsztfennsíkja a zerge menedéke; az állatok nagy sűrűségben fordulnak itt elő. A gímszarvas jó életkörülményeket talál a nagy hegyi legelők területén. Az európai őz  szintén itt él, bár kisebb sűrűségben A ragadozók közé tartozik a hermelin és a menyét, valamint a vörös róka. A barnamedve populációját 2011 óta kihaltnak tekintik. A területen havasi nyúl is előfordul.
Az alpesi szalamandra és az alpesi gőte jónak tekinthető populációkkal rendelkezik a Totes Gebirge területén. A foltos szalamandra alacsonyabb magasságokban is megtalálható. A sárgahasú unka széles körben elterjedt; jellegzetes élőhelyei a legeltetett lápokkal rendelkező alpesi legelők, ahol gyakran az alpesi gőtével együtt fordul elő. A barna varangy és a gyepi béka szintén nagyobb populációkkal rendelkezik, melyek a fák vonaláig felhúzódnak. A hüllőfajok közül az elevenszülő gyík a legelterjedtebb, de a magas montán zónáig a közönséges lábatlangyík is gyakori. Az alpesi tavak környékén gyakran megtalálható a kétéltűek gazdagságából hasznot húzó vízisikló. A keresztes vipera széles körben elterjedt, de csak helyenként gyakori.
A magasan fekvő tavakat a pisztrángok közé tartozó Salvelinus umbla fajjal telepítették be. Ezek eltérő életmódjuk miatt ugyanabban a tóban karcsú, éhes és erős ragadozó formákat is felvehetnek. A fürge cselle nagy populációkat alkot a Wildensee és az Elmsee tavakban.
Gyakran találkozhatunk havasi csókákkal és hollókkal. Az alpesi hófajd, a nyírfajd, a császármadár és a siketfajd révén négy fajdfaj is őshonos a területen. A havasi szürkebegy és a havasipinty is megfigyelhető itt. A Totes Gebirge a szirti sas kedvelt élőhelye.
A Neobisium aueri nevű álskorpiót csak az 1960-as évek elején írták le, bár eddig csak a Totes Gebirge barlangjaiban talált leletekről számoltak be. Ez az endemikus faj egy harmadidőszaki reliktum, amely a jégkorszakok alatti eljegesedést a barlangok mélyén élte túl.

## Megjelenése az irodalomban és a képzőművészetben
A biedermeier korszakban tájképfestők érkeztek a Salzkammergut és a Totes Gebirge vidékére. Rudolf von Alt, Friedrich Loos és Ferdinand Georg Waldmüller a hegységet és környékét ábrázoló műveket készített. Az Altaussee és a Hütteneckalm panorámája különösen népszerű motívumok voltak. Edward Theodore Compton angol alpesi festő és hegymászó a 20. század elején bizonyíthatóan 14 alkalommal tartózkodott Hinterstoderben. Látogatásai során számos akvarellt és olajfestményt készített a Stodertalról. Műveiből egy kis kiállítás látható a hinterstoderi Alpineum kiállítási központban.
1834 nyarán Adalbert Stifter átkelt a Totea Gebirge hegységen Almsee és Altaussee között. Túrájáról Liebfrauenschuh című művében írt. Erzsébet császárné 1888-ban itt túrázott Offenseetől Elmgrubéig, itt szerzett élményeit A leghosszabb nap című versében írta le. A 19. század közepétől Altaussee az „írók otthonává” fejlődött. Az Ausseerland régió hatását a Totes Gebirge hegységgel az Altausseei Irodalmi Múzeum dokumentálja.

## Fordítás
- Ez a szócikk részben vagy egészben  a   Totes Gebirge című német Wikipédia-szócikk ezen változatának fordításán alapul.  Az eredeti cikk szerkesztőit annak laptörténete sorolja fel. Ez a jelzés csupán a megfogalmazás eredetét és a szerzői jogokat jelzi, nem szolgál a cikkben szereplő információk forrásmegjelöléseként.